# Kerim Chatty
Kerim Chatty, född den 15 januari 1973, är en svensk man som misstänktes för att ha kapat ett flygplan 2002. Han anhölls, men släpptes senare. Förundersökningen om försök till kapning lades ner.   

## Biografi
Chatty föddes i Botkyrka. Hans fader var en fysioterapeut från Tunisien och modern svensk.
År 1991 dömdes han för första gången i domstol, då för olaglig körning. Senare dömdes han även för andra brott så som  attentat, stöld, häleri och rattfylleri. Samtidigt utövade han Muay thai och vid svenska mästerskapet i mixed martial arts (MMA) 1994 vann han guld.
I september 1996 antogs Chatty till Nordamerikanska flyginstitutet i Conway, South Carolina, men blev efter några månader  utkastad från skolan på grund av "brist på framsteg" i programmet. Chatty återvände till Sverige 1997 och spelade samma år i den svenska filmen 9 millimeter tillsammans med flera noterade svenska skådespelare.
Senare dömdes han för vapenbrott och hamnade på Österåker-fängelset 1998. Där  delade han cell med Oussama Kassir, en militant islamist som stod anklagad för terrorism, och som har sagt att han "älskar al-Qaida och Osama bin Ladin".
Kassir har, enligt BBC News, uppgett att han och Chatty blev nära vänner och att han själv  medverkande tillhatt Chatty konverterade till islam. Enligt uppgifter i BBC News "blev han troligen" en salafist anhängare. Släkt och vänner har uppgett att han vid tiden för den 11 september-attackerna studerade vid en religiös skola i Saudiarabien.
Chatty själv har sagt att han inte stöttar terrorism och att attackerna den 11 september 2001 var en "synd". Hans vänner kallade påståenden "löjliga" och avskedade påståenden att Kassir fått honom  att konvertera till islam.
Chatty arresterades vid Stockholms-Västerås flygplats den 29 augusti 2002, då han försökte gå ombord på Ryanair Flight 685 som till London Stansted Airport, med en laddad pistol i sitt handbagage. Pistolen fanns i en påse med toalettartiklar. Han anklagades för försök till flygkapning, men hävdade att han bara var på väg med en grupp andra till en islamisk konferens i Birmingham. En av konferensens arrangörer i Birmingham sa dock att det var "mycket osannolikt" att den misstänkta kaparen skulle delta i konferensen. Enligt Reuters sa en militär underrättelsekälla att "Vi vet säkert att planen var att krascha planet in i en amerikansk ambassad i Europa." Säkerhetspolisen avslog påståendena och kallade rapporterna "felaktig information".
Chatty förnekade anklagelserna om försök till flygplanskapning och sa att han helt enkelt "glömde" att han hade en pistol i väskan. I avsaknad av bevis släpptes Chatty från förvaret den 30 september och den 30 oktober avslutades den preliminära undersökningen avseende försök att kapa. Han var dock ansvarig för skjutvapenbrott och dömdes den 20 december för detta till fyra månaders fängelse.